# Arsenio López
Arsenio López (fl. XX secolo) è stato un calciatore argentino, di ruolo portiere.

## Carriera

### Club
López esordì in massima serie argentina nel corso del campionato 1932, giocando per il Quilmes. Con la formazione bianco-blu disputò anche la stagione seguente. Tornò poi in Primera División nel 1937, con il River Plate: in quel campionato si alternò a Sebastián Sirni nel ruolo di portiere titolare, e a fine stagione contò 15 presenze nel torneo vinto dal River.

## Palmarès

### Club

#### Competizioni nazionali
- Campionato argentino: 1

River Plate: 1937